# Жумыскер (Атырауская область)
Жумыскер (каз. Жұмыскер) — упразднённый посёлок в Атырауской области Казахстана, ныне в составе города Атырау. Находился в подчинении городской администрации Атырау. Являлся административным центром Жумыскерской поселковой администрации. Код КАТО — 231047100.
Расположен на правом берегу реки Урал у юго-западной окраины Атырау.

## История
Основан в 1970 в связи с организацией овощеводческого совхоза «Каспий». В 1980 году получил статус посёлка городского типа, являлся центром поселкового округа. Упразднён в 2018 году, войдя в состав города Атырау.

## Население
| Численность населения | Численность населения | Численность населения | Численность населения |
| 1989                  | 1991                  | 1999                  | 2009                  |
| --------------------- | --------------------- | --------------------- | --------------------- |
| 6524                  | ↗6800                 | ↘6695                 | ↗9498                 |
| 2010                  | 2011                  | 2012                  |                       |
| ↗9700                 | ↗9953                 | ↗10 206               |                       |